# Rafael da Silva
Rafael da Silva, tên đầy đủ là Rafael Pereira da Silva, sinh ngày 9 tháng 7 năm 1990 tại Petropolis bang Rio de Janeiro, Brasil, là 1 cầu thủ bóng đá hiện đang chơi cho Botafogo. Vị trí sở trường của Rafael là Hậu vệ cánh phải, nhưng với khả năng công thủ toàn diện Rafael cũng có lúc được đảm nhận vị trí Tiền vệ cánh phải.

## Câu lạc bộ
Sự nghiệp bóng đá chuyên nghiệp của Rafael bắt đầu tại đội trẻ của Fluminese (Brazil). Rafael cùng người anh em sinh đôi là Fabio đã lọt vào tầm ngắm của những nhà tuyển trạch MU vào mùa hè năm 2005 khi họ cùng Fluminese du đấu tại Hồng Kông.
Rafael chính thức gia nhập Manchester United vào tháng 1 năm 2008, và không cần phải chờ quá lâu, Rafael đã có trận đấu chính thức đầu tiên trong màu áo MU, đó là trận giao hữu giữa Manchester United và Peterborough United vào ngày 4 tháng 8 năm 2008.
Ở mùa giải 2008–2009, Rafael đăng ký số áo 21 mà trước đó thuộc về cầu thủ người Trung Quốc, Đổng Phương Trác.
Ngay trong trận khai mạc mùa giải 2008-2009 Rafael đã có cơ hội thử sức tại Giải Ngoại hạng Anh, được thay vào ở hiệp 2 trong trận gặp Newcastle United.
Rafael được đá chính trận đầu tiên trong màu áo Manchester United là trận gặp Middlesbrough tại vòng 3 Carling Cup.
Tại đấu trường Champions League, Rafael cũng đã được đá chính trong trận làm khách của MU tại Đan Mạch trước đối thủ Aalborg BK vào ngày 30 tháng 9 năm 2008. Anh đã chơi rất hay và có 2 cú sút trước khi bị thay ra ở phút 66.

## Đội tuyển quốc gia
Năm 2007, Rafael đã cùng đội tuyển Brazil tham gia Giải vô địch bóng đá U-17 thế giới.

## Thống kê sự nghiệp
Tính đến 1 tháng 12 năm 2015
| Câu lạc bộ        | Mùa giải  | Giải đấu | Giải đấu | Cúp quốc gia | Cúp quốc gia | Cúp liên đoàn | Cúp liên đoàn | Châu Âu | Châu Âu | Khác | Khác | Tổng cộng | Tổng cộng |
| Câu lạc bộ        | Mùa giải  | Trận     | Bàn      | Trận         | Bàn          | Trận          | Bàn           | Trận    | Bàn     | Trận | Bàn  | Trận      | Bàn       |
| ----------------- | --------- | -------- | -------- | ------------ | ------------ | ------------- | ------------- | ------- | ------- | ---- | ---- | --------- | --------- |
| Manchester United | 2008–09   | 16       | 1        | 2            | 0            | 5             | 0             | 4       | 0       | 1    | 0    | 28        | 1         |
| Manchester United | 2009–10   | 8        | 1        | 0            | 0            | 4             | 0             | 4       | 0       | 0    | 0    | 16        | 1         |
| Manchester United | 2010–11   | 16       | 0        | 3            | 0            | 2             | 0             | 7       | 0       | 0    | 0    | 28        | 0         |
| Manchester United | 2011–12   | 12       | 0        | 1            | 0            | 1             | 0             | 3       | 0       | 1    | 0    | 18        | 0         |
| Manchester United | 2012–13   | 28       | 3        | 4            | 0            | 1             | 0             | 7       | 0       | –    | –    | 40        | 3         |
| Manchester United | 2013–14   | 19       | 0        | 0            | 0            | 5             | 0             | 3       | 0       | 1    | 0    | 28        | 0         |
| Manchester United | 2014–15   | 10       | 0        | 1            | 0            | 0             | 0             | 0       | 0       | –    | –    | 11        | 0         |
| Tổng cộng         | Tổng cộng | 109      | 5        | 11           | 0            | 18            | 0             | 28      | 0       | 3    | 0    | 169       | 5         |
| Lyon              | 2015–     | 11       | 1        | 0            | 0            | –             | –             | 4       | 0       | –    | –    | 15        | 1         |
| Tổng cộng         | Tổng cộng | 191      | 6        | 11           | 0            | 18            | 0             | 32      | 0       | 3    | 0    | 183       | 6         |

## Thành tích

### Câu lạc bộ
Manchester United
- Premier League (3): 2008-09, 2010-11, 2012-13
- Cúp Liên đoàn (1): 2009–10
- FA Community Shield (3): 2008, 2011, 2013
- FIFA Club World Cup (1): 2008
- UEFA Champions League Á quân (2): 2008-09, 2010-11

### Brasil
- Giải vô địch bóng đá U-17 Nam Mỹ (1): 2007
- Huy chương bạc Thế vận hội (1): 2012